# Hornussen AG
| AG ist das Kürzel für den Kanton Aargau in der Schweiz. Es wird verwendet, um Verwechslungen mit anderen Einträgen des Namens Hornussen zu vermeiden. |

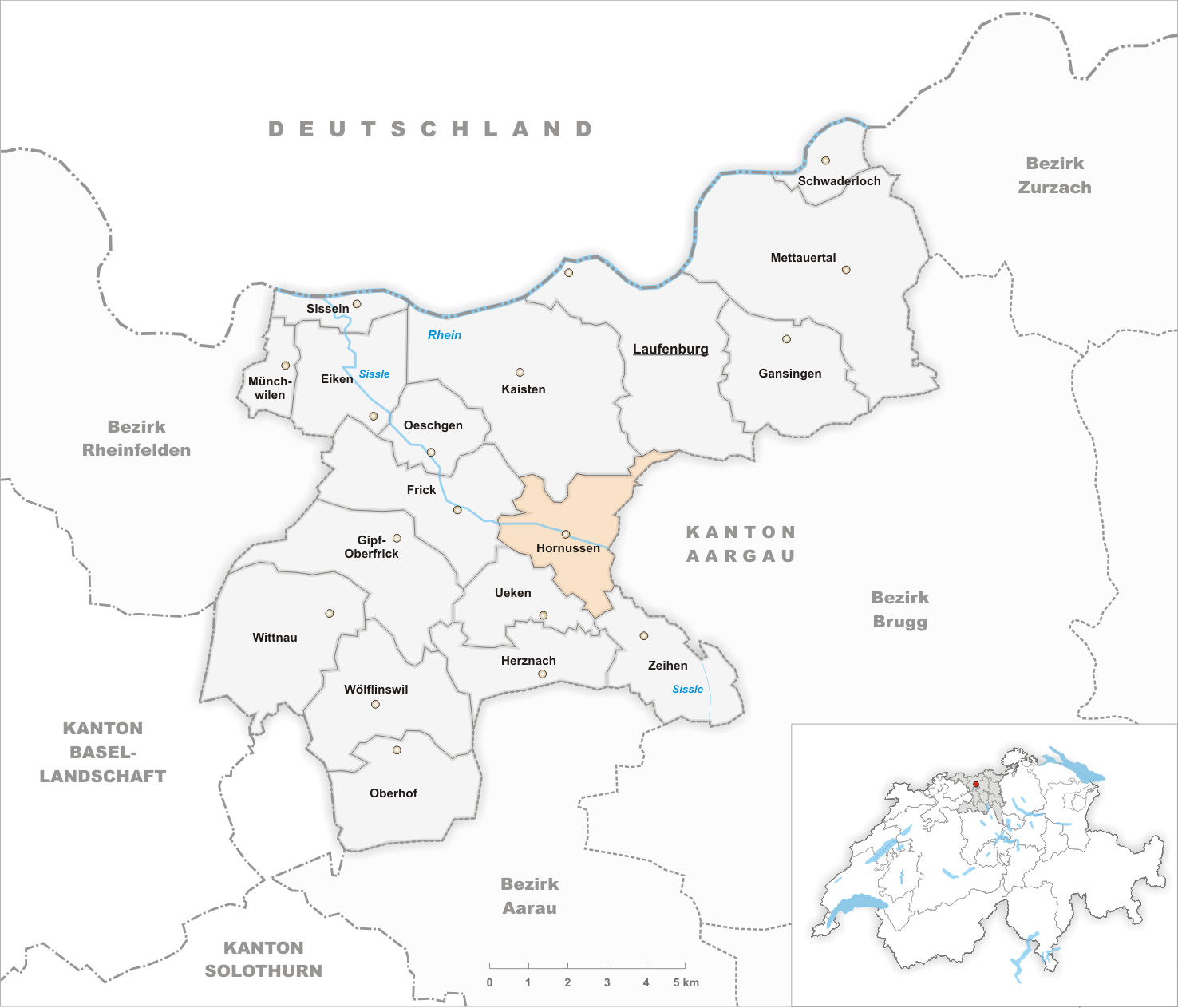
Gemeindestand vor der Fusion am 1. Januar 2022

Hornussen (schweizerdeutsch: ˈhɔrnusːə)  ist ein Dorf im Schweizer Kanton Aargau. Es liegt westlich des Bözbergpasses im oberen Fricktal. Bis zum 31. Dezember 2021 bildete Hornussen eine eigenständige Einwohnergemeinde, seither ist es eines von vier Dörfern in der neu entstandenen Gemeinde Böztal im Bezirk Laufenburg.

## Geographie
Das Strassendorf Hornussen liegt im Tal der Sissle, die vom Bözberg in Richtung Westen fliesst. Von Südosten her fliesst der Zeiherbach, der bei Hornussen in die Sissle mündet. Das Dorf ist auf allen Seiten von bewaldeten Hügeln des Tafeljuras umgeben. Im Südosten, zwischen den Tälern der Sissle und des Zeiherbachs, erhebt sich der 473 Meter hohe Müliberg. Im Südwesten trennt der 535 Meter hohe Hinterberg die Gemeinde vom Uekental. Im Nordwesten liegt der Frickberg (650 m ü. M.), im Norden das Moos (622 m ü. M.) und im Nordosten die March (625 m ü. M.). Zwischen dem Dorf und dem Moos liegt auf einer durchschnittlichen Höhe von 540 Metern eine Hochebene namens Grossberg.
Die Fläche des ehemaligen Gemeindegebiets beträgt 727 Hektaren, davon sind 292 Hektaren bewaldet und 98 Hektaren überbaut. Der höchste Punkt liegt auf dem Gipfel des Frickbergs, der tiefste auf 360 m ü. M. an der Sissle. Nachbargemeinden sind Kaisten im Norden, Laufenburg und Elfingen im Nordosten, Bözen im Osten, Zeihen im Südosten, Ueken im Süden sowie Frick im Westen.

## Geschichte

Luftbild aus 600 m von Walter Mittelholzer (1925)

Der Fund eines 5000 Jahre alten Steinbeils aus der Jungsteinzeit weist auf eine frühe Besiedlung hin. Bereits während der Römerzeit war der Bözbergpass ein wichtiger Übergang zwischen Aare- und Rheintal. Eine Römerstrasse führte von Augusta Raurica nach Vindonissa. Die Alamannen gründeten das Dorf zwischen dem 6. und 8. Jahrhundert.
Die erste urkundliche Erwähnung von Hornescon erfolgte im Jahr 1281. Der Ortsname stammt vom althochdeutschen Horskwininghofun und bedeutet «bei den Höfen der Sippe des Horskwin». Ein habsburgisches Pfandrodel bezeichnete das Dorf damals als Dinghof des Frauenklosters Säckingen. Allfällige ältere Dokumente sind wahrscheinlich beim Klosterbrand von 1272 vernichtet worden. Die Habsburger, Schutzherren des Klosters und Inhaber der hohen Gerichtsbarkeit, verpfändeten nach dem Waldshuterkrieg von 1468 das gesamte Fricktal an Burgund. Als die Burgunder von den Eidgenossen während der Burgunderkriege vernichtend geschlagen worden waren, kam Hornussen 1477 wieder unter österreichische Herrschaft.

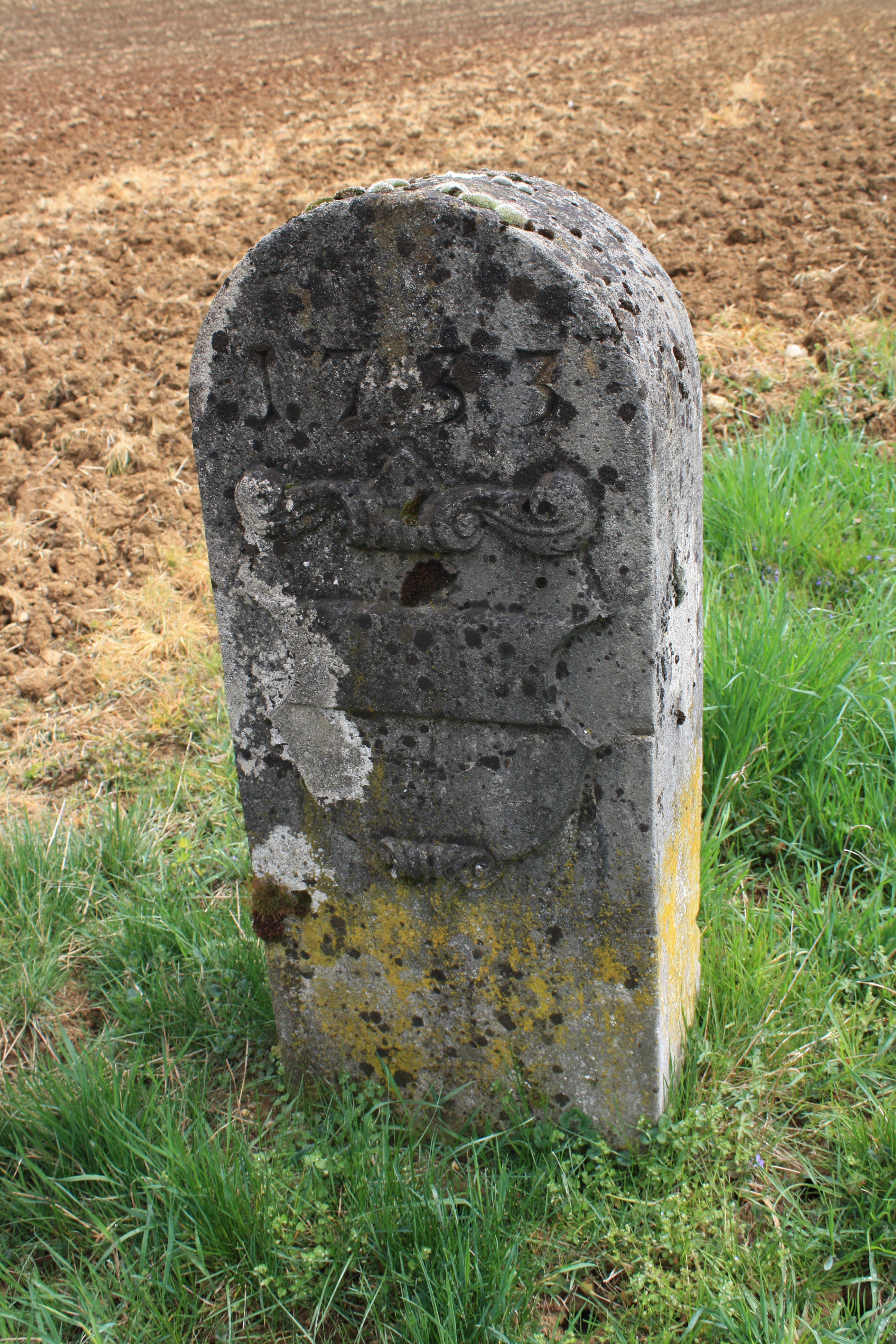
Der Grenzstein von 1733 zwischen Bözen und Hornussen markierte auch die Grenze zwischen Bern und dem österreichischen Fricktal

Nach der Reichsreform des Kaisers Maximilian I. im Jahr 1491 gehörte Hornussen zu Vorderösterreich und lag in der Landschaft Fricktal, einer untergeordneten Verwaltungseinheit der Kameralherrschaft Rheinfelden (ab 1752 im Oberamt Breisgau). Auf Dorfebene gab es einen Untervogt; immer wieder kam es zu Kompetenzstreitigkeiten mit dem Säckinger Kloster, das nach wie vor der grösste Grundbesitzer war. Ab 1514 lag Hornussen an der Grenze zum Berner Aargau, nachdem die Stadt Bern das Nachbardorf Bözen in Besitz genommen hatte. Im 17. Jahrhundert gab es kaum längere Friedenszeiten. Der Rappenkrieg, ein Bauernaufstand, dauerte von 1612 bis 1614. Der Dreissigjährige Krieg, der zwischen 1633 und 1638 auch das Fricktal erfasste, warf das Dorf in seiner wirtschaftlichen Entwicklung zurück. Auch während des Pfälzischen Erbfolgekriegs (1688–1697) zogen fremde Truppen durch die Region. 1680 verpfändete Österreich seine herrschaftlichen Rechte über Hornussen, Niederzeihen, Stein, Hellikon und Zuzgen an das Kloster Säckingen. Erst 1740 konnte das Pfand zu einem Preis von 15'000 Gulden wieder zurückgekauft werden.
In der zweiten Hälfte des 18. Jahrhunderts wurde die Strasse über den Bözberg ausgebaut. Mit der Eröffnung des letzten Abschnitts im Jahr 1779 war die Strasse auf ihrer gesamten Länge nun auch für Pferdefuhrwerke passierbar. 1797 wurde das Fricktal nach dem Frieden von Campo Formio ein französisches Protektorat. Während des Zweiten Koalitionskriegs verlief hier die Frontlinie zwischen den Armeen Frankreichs und Österreichs. Am 20. Februar 1802 wurde Hornussen eine Gemeinde im Distrikt Frick des Kantons Fricktal, der sich im August der Helvetischen Republik anschloss. Damit war Hornussen schweizerisch geworden. Seit dem 19. März 1803 gehört die Gemeinde zum Kanton Aargau.
Am 2. August 1875 erhielt Hornussen einen Anschluss ans Eisenbahnnetz, als die Bözbergstrecke zwischen Brugg und Basel eröffnet wurde. Da die Pferdefuhrwerke nun ausblieben, verloren zahlreiche Gastwirte und Pferdehalter mit ihren Familien ihr Einkommen. Innerhalb von 25 Jahren reduzierte sich die Bevölkerungszahl um mehr als ein Fünftel. Viele Bewohner wanderten auch deshalb aus, weil der Weinbau aufgrund von Mehltau und Reblaus seine einstige Bedeutung verloren hatte. Während fast des gesamten 20. Jahrhunderts, als die Landwirtschaft langsam durch Kleingewerbe und Dienstleistungsbetriebe abgelöst wurde, stagnierte die Bevölkerungszahl. 1993 erfolgte die Schliessung des Bahnhofs, weil der Regionalverkehr zwischen Frick und Brugg auf Busbetrieb umgestellt wurde. Seit der Eröffnung der Bözbergautobahn im Jahr 1996 hat sich die Bautätigkeit verstärkt, und die Zahl der Einwohner steigt kontinuierlich.
Seit Juni 2017 laufen Abklärungen zur Fusion der Gemeinden Hornussen, Bözen, Effingen und Elfingen. Die Gemeindeversammlung stimmte dem Vorhaben am 27. Juni 2019 zu, die Volksabstimmung vom 24. November 2019 bestätigte dieses Ergebnis mit 186 Ja- zu 99 Nein-Stimmen. Der Zusammenschluss zur Gemeinde Böztal ist per 1. Januar 2022 erfolgt.

## Wappen
Die Blasonierung des Gemeindewappens lautet: «In Rot gestürzte weisse Pflugschar unter weissem, mit drei fünfstrahligen roten Sternen belegtem Schildhaupt.» Die älteste bekannte Darstellung eines Gemeindewappens stammt von 1915. Damals war es geradezu mit Symbolen überladen: In Rot ein weisser Balken mit drei fünfstrahligen roten Sternen, im Schildfuss die Pflugschar und im Schildhaupt zusätzlich eine gelbe gesichtete Sonne und ein weisser gesichteter Halbmond. 1965 beschloss der Gemeinderat, zwecks Vereinfachung des Wappens die Sonne und den Halbmond wegzulassen.

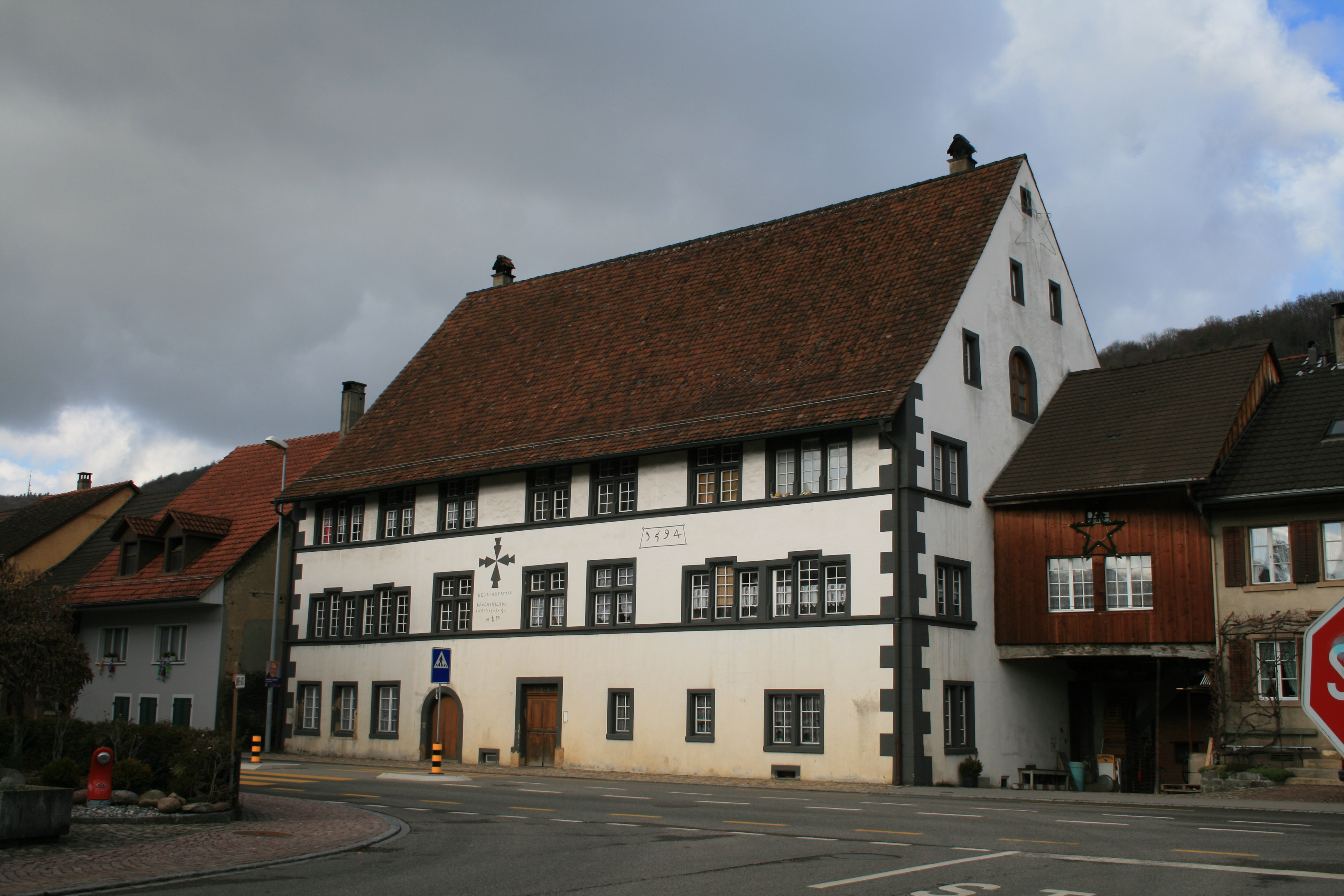
Kellerhof des ehemaligen Damenstifts Säckingen von 1594

## Bevölkerung
Die Einwohnerzahlen entwickelten sich wie folgt:
| Jahr      | 1768 | 1800 | 1850 | 1900 | 1930 | 1950 | 1960 | 1970 | 1980 | 1990 | 2000 | 2010 | 2020 |
| Einwohner | 387  | 550  | 766  | 590  | 581  | 631  | 632  | 619  | 616  | 668  | 816  | 885  | 1021 |

Am 31. Dezember 2021 lebten 1081 Menschen in Hornussen, der Ausländeranteil betrug 22,8 %. Bei der Volkszählung 2015 bezeichneten sich 39,4 % als römisch-katholisch und 21,5 % als reformiert; 39,1 % waren konfessionslos oder gehörten anderen Glaubensrichtungen an. 91,3 % gaben bei der Volkszählung 2000 Deutsch als ihre Hauptsprache an, 2,5 % Italienisch, 1,8 % Albanisch, 1,3 % Serbokroatisch und 0,9 % Französisch.

## Politik und Recht
Die Versammlung der Stimmberechtigten, die Gemeindeversammlung, übt die Legislativgewalt aus. Ausführende Behörde ist der fünfköpfige Gemeinderat. Er wird im Majorzverfahren vom Volk gewählt, seine Amtsdauer beträgt vier Jahre. Der Gemeinderat führt und repräsentiert die Gemeinde. Dazu vollzieht er die Beschlüsse der Gemeindeversammlung und die Aufgaben, die ihm vom Kanton zugeteilt wurden. Für Rechtsstreitigkeiten ist in erster Instanz das Bezirksgericht Laufenburg zuständig. Hornussen gehört zum Friedensrichterkreis X (Mettau).

## Wirtschaft
In Hornussen gibt es gemäss der im Jahr 2015 erhobenen Statistik der Unternehmensstruktur (STATENT) rund 200 Arbeitsplätze, davon 20 % in der Landwirtschaft, 39 % in der Industrie und 41 % im Dienstleistungssektor. Die meisten Erwerbstätigen sind Wegpendler und arbeiten in den grösseren Gemeinden des Fricktals oder in der Region Brugg.
Von grosser Bedeutung ist seit jeher der Weinbau. Am steil abfallenden Südhang des Grossbergs war im Jahr 2018 eine Fläche von 8,3 Hektaren mit Reben bestockt. Angepflanzt werden über ein Dutzend Sorten, wobei Blauburgunder und Riesling × Sylvaner überwiegen. An der Grenze zu Frick, am Fusse des Frickbergs, befindet sich ein 9-Loch-Golfplatz mit Driving Range.

## Verkehr
Hornussen liegt an der Hauptstrasse 3 von Brugg über den Bözbergpass nach Frick. Die Station Hornussen an der Bözbergstrecke wurde 1993 ausser Betrieb genommen. Unmittelbar am nördlichen Dorfrand verläuft die Autobahn A3. Der nächstgelegene Autobahnanschluss befindet sich zwei Kilometer westlich bei Frick.

### Öffentlicher Verkehr
Anfang der 1990er-Jahre legten die SBB die Bahnhofsstation in Hornussen still.
In Hornussen verkehrt eine Postautolinie nach Brugg. An Wochenenden verkehrt ein Nachtbus von Frick über Hornussen und Zeihen nach Densbüren.
- 137 Brugg Bahnhof – Effingen – Elfingen – Bözen – Frick Bahnhof
- N97 Frick Bahnhof  – Hornussen – Bözen – Effingen – Zeihen – Herznach – Densbüren – Asp AG – Herznach – Ueken – Frick Bahnhof

## Bildung
Die Gemeinde verfügt über einen Kindergarten und ein Schulhaus, in dem die Primarschule unterrichtet wird. Alle Oberstufen (Bezirksschule, Sekundarschule und Realschule) können in Frick besucht werden. Die nächstgelegenen Gymnasien sind die Alte Kantonsschule und die Neue Kantonsschule, beide in Aarau.

## Persönlichkeiten
- Walter Keller (1901–1994), Maler, Zahnarzt und Maschineningenieur, hier geboren.